# 大井川橋
大井川橋（おおいがわばし）は、静岡県の大井川（一級河川）に架かる橋梁である。
同名の橋が複数あるため、本項目では以下の橋梁について解説する（上流側より）。
1. 大井川鐵道大井川本線の大井川第一橋梁～大井川第四橋梁
2. 新東名高速道路の新大井川橋
3. 国道1号（島田金谷バイパス）の新大井川橋
4. 静岡県道381号島田岡部線の大井川橋
5. 東海道本線の大井川橋梁
6. 東海道新幹線の大井川橋梁
7. 東名高速道路の大井川橋

大井川第一橋梁より下流の橋の右岸は島田市である（東海道本線の大井川橋梁までは両岸とも）。5と6の中間には蓬萊橋、島田大橋（静岡県道34号島田吉田線バイパス）、谷口橋（島田吉田線）が、7の北側にははばたき橋（島田吉田線の支線）がある。

## 大井川鐵道の橋梁
大井川鐵道大井川本線で大井川を跨ぐ橋梁は4本あり、起点である金谷駅側（下流）から第一～第四とナンバリングされている。第二橋梁より上流は川根本町。
1. 大井川第一橋梁
抜里駅-川根温泉笹間渡駅間（川根温泉に隣接、大きく湾曲しているためSLの撮影スポットとして人気[2]。）
2. 大井川第二橋梁
青部駅-崎平駅間
3. 大井川第三橋梁
崎平駅-千頭駅間
4. 大井川第四橋梁
崎平駅-千頭駅間

## 新大井川橋
国道1号島田金谷バイパスの道路橋梁。全長890m。1971年（昭和46年）12月供用開始。北側に歩行者・自転車用の橋が並行している。
対面通行の本橋がボトルネックとなっており、問題解消に向けて2012年（平成24年）度に4車線化が事業化された。2023年7月に完成し、12月より下流側の新しい橋を下り車線（暫定片側1車線）として供用開始。2024年（令和6年）度に正式開通予定。

## 静岡県道381号島田岡部線 大井川橋

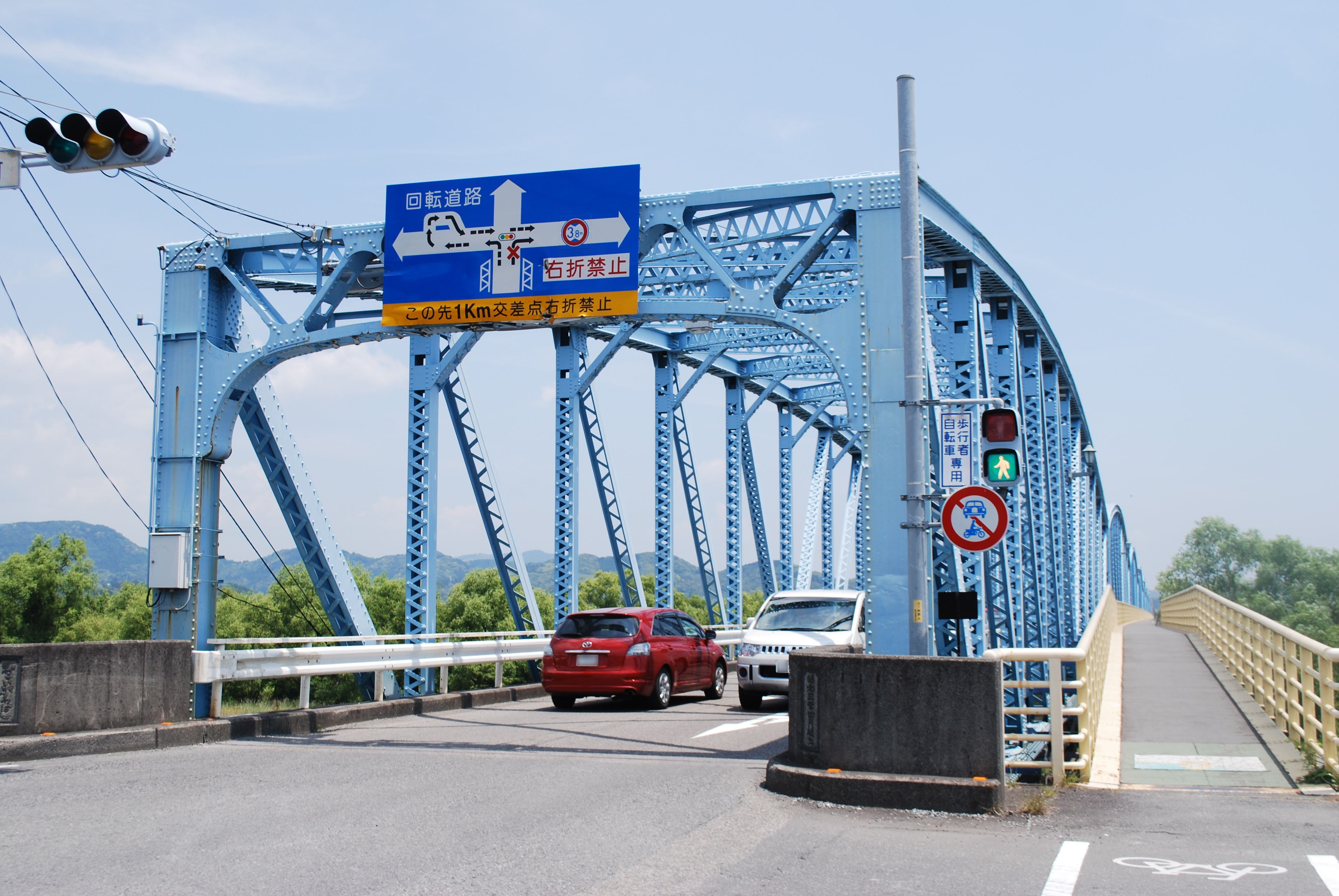
大井川橋

静岡県道381号島田岡部線（旧国道1号）の道路橋梁。全長1,026m（トラスは17連）。対面通行。南側に歩行者・自転車用の橋が並行している。日本百名橋（私選）のひとつ。
- 1870年（明治4年）1月 - 川越人足廃止に伴い、渡船が運行開始。
- 1875年（明治9年） - 木製の仮橋を架設するが、しばしば増水で流された。
- 1883年（明治16年）4月 - 本設の木橋が完成。
- 1895年（明治29年）10月 - 増水で流失し、渡船が復活。
- 1928年（昭和3年）3月 - 鉄橋（トラス橋）が完成。
- 2003年（平成15年） 土木学会により平成15年度選奨土木遺産に選出[7]。
- 2006年（平成18年）3月 - 橋東側の右折対策として回転道路を設置。

## 東海道本線 大井川橋梁
東海道本線の鉄橋（トラス橋）。島田駅 - 金谷駅間にあり、上下線2本が並行している。
下り線
1888年（明治21年）10月に竣工された煉瓦造の橋脚で、1915年（大正4年）に上部が鋼板で補強されている。橋長1018m。2023年（令和5年）9月に土木学会選奨土木遺産に認定された。
上り線
1959年（昭和34年）開通。橋脚は鉄筋コンクリート製。橋長1062m。

## 東海道新幹線 大井川橋梁
東海道新幹線の橋梁。静岡駅 - 掛川駅間にある。
左岸は藤枝市、右岸は島田市。

## 東名高速道路 大井川橋
東名高速道路の道路橋梁。焼津IC - 吉田IC間にある。左岸は焼津市（旧大井川町）、右岸は島田市。最下流から3番目の橋である。

### 橋梁データ
- 工事名 ：東名高速道路 大井川橋
- 事業者 : 旧 日本道路公団 高速道路静岡建設局
- 位置 : 静岡県焼津市相川-静岡県島田市中河
- 施工
  - 上部工：高田機工 ・日本橋梁共同企業体
  - 下部工：大豊建設
- 橋長 : 850m
- 着工
  - 上部工：1966年6月9日
  - 下部工：1966年3月24日
- 竣工
  - 上部工：1968年9月28日
  - 下部工：1967年10月3日
- 供用開始：1969年2月1日